# Чёрный журавль

Чёрный журавль

Чёрный журавль (лат. Grus monacha) — вид птиц семейства журавлей, гнездящаяся преимущественно на территории Российской Федерации. Долгое время считался неизученным видом, первое гнездо было обнаружено советским орнитологом Ю. Б. Пукинским только в 1974 году. Занесён в Международную Красную книгу как вид, находящийся под угрозой исчезновения. Общая численность чёрных журавлей оценивается орнитологами в 9400—9600 особей.

## Описание
Один из самых маленьких видов журавлей, его высота составляет около 100 см, а вес 3,75 кг. Оперение большей части тела синевато-серое. Маховые перья первого и второго порядков крыльев, а также кроющие перья хвоста чёрные. Голова и большая часть шеи белые. На темени перья почти отсутствуют, за исключением множества чёрных щетинок; кожа в этом месте у взрослых птиц окрашена в ярко-красный цвет. Клюв зеленоватый, в основании слегка розоватый и желто-зеленый на вершине. Ноги черно-бурые. Половой диморфизм (видимые различия между самцом и самкой) не выражен, хотя самцы выглядят несколько крупнее. У молодых птиц на первом году жизни темя покрыто чёрно-белыми перьями, а оперение тела имеет рыжеватый оттенок.
Подвидов не образует.

## Распространение
Общая площадь ареала этого вида составляет порядка 113 тыс. км². Гнездится чёрный журавль преимущественно на территории Российской Федерации, а также на небольшой территории северного Китая. В России ареал населен несколькими отдельными популяциями, ограниченными на юго-востоке средней частью хребта Сихотэ-Алинь в Хабаровском крае и на северо-западе платом Путорана в Красноярском крае. Гнездящихся птиц можно встретить в верхнем течении реки Вилюй, в бассейнах рек Чульман, Амур (на левом берегу реки Бира до озера Орель и на правом берегу реки Мухен до озера Кизи и рек Яй), Уссури, Уда, Тугур, на Олекмо-Чарском плоскогорье, а также на восточном берегу Байкала. Кроме того, имеются сообщения об обнаружении гнездящихся птиц на заболоченных и лесостепных территориях Западной и Средней Сибири в промежутке между Обью и Енисеем, в степях Забайкалья и прилегающих районах Китая и Монголии. В зимнее время более 80 % птиц мигрирует в район питомника Идзуми на японском острове Кюсю; остальные журавли зимуют в районе г. Като на юге Японии, в Южной Корее и в среднем течении реки Янцзы в Китае.

## Образ жизни
В период размножения чёрный журавль кормится и гнездится в труднодоступных районах верховых сфагновых болот тайги с угнетенной древесной растительностью, в основном состоящей из лиственницы или редких кустарников. Избегает как больших открытых пространств, так и густой растительности. В районах зимней миграции останавливается вблизи рисовых или зерновых полей и на заболоченных территориях, где сбиваются в крупные стаи, часто вместе с серым и даурским журавлями.

## Питание
Рацион не отличается от рациона серого журавля и включает в себя как растительную, так и животную пищу. Питается частями водных растений, ягодами, зерном, насекомыми, лягушками, саламандрами и другими мелкими животными. В японском питомнике подкармливается семенами риса, кукурузы, пшеницы и других зерновых культур.

## Размножение

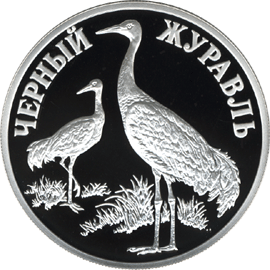
Чёрный журавль. Монета Банка России — Серия: «Красная книга», серебро, 1 рубль, 2000 год

Состоявшая пара чёрных журавлей отмечают своё соединение совместным характерным пением, которое обычно издаётся с запрокинутой головой и поднятым вертикально вверх клювом и представляет собой череду сложных протяжных мелодичных звуков. При этом самец всегда расправляет крылья, а самка держит их сложенными. Первым начинает кричать самец, на каждый его крик самка отвечает двумя. Ухаживание сопровождается характерными журавлиными танцами, которые могут включать в себя подпрыгивание, перебежки, хлопанье крыльями, подбрасывание пучков травы и наклоны. Хотя танцы больше всего ассоциируются с брачным периодом, орнитологи полагают что они являются обычным проявлением поведения журавлей и могут играть роль успокающего фактора при агрессии, снятия напряжения или усиления супружеской связи.
Место для гнезда выбирается в труднодоступных местах посреди мшистых болот средней и южной тайги с редкой угнетённой растительностью. В качестве материала для гнезда используются кусочки влажного мха, торфа, стебли и листья осоки, веточки лиственницы и берёзы. Кладка яиц происходит в конце апреля-начале мая, самка обычно откладывает два яйца размером в среднем 9,34×5,84 см и весом 159,4 г (по другим данным размер яиц 10,24×6,16 см). Инкубационный период составляет 27—30 дней, оба родителя участвуют в насиживании. Птенцы становятся на крыло через примерно 75 дней.

## Угрозы и охрана
Хотя общая численность чёрного журавля относительно невелика и он находится под охраной международных и национальных законодательств, угроза его исчезновения выражена менее по сравнению с другими вымирающими видами восточной Азии. Это объясняется сравнительно невысоким воздействием хозяйственной деятельности человека на места обитания этой птицы. Лесные вырубки в местах гнездовий проводятся преимущественно в зимнее время, когда птицы находятся в миграции и скорее способствуют размножению, так как увеличивают площадь пригодных для гнездовья мест, и выводят землю из хозяйственного использования. Зимует журавль в основном в Японии и Корейском полуострове, где по сравнению с Китаем у него созданы более благоприятные условия. Тем не менее, основными факторами риска для сохранения данного вида служат осушение болот в Сибири, освоение земель под сельскохозяйственные угодья в Китае, строительство дамбы на реке Янцзы, строительство теплиц в Корее, а также высокая смертность птиц в результате эпидемий в Японии.

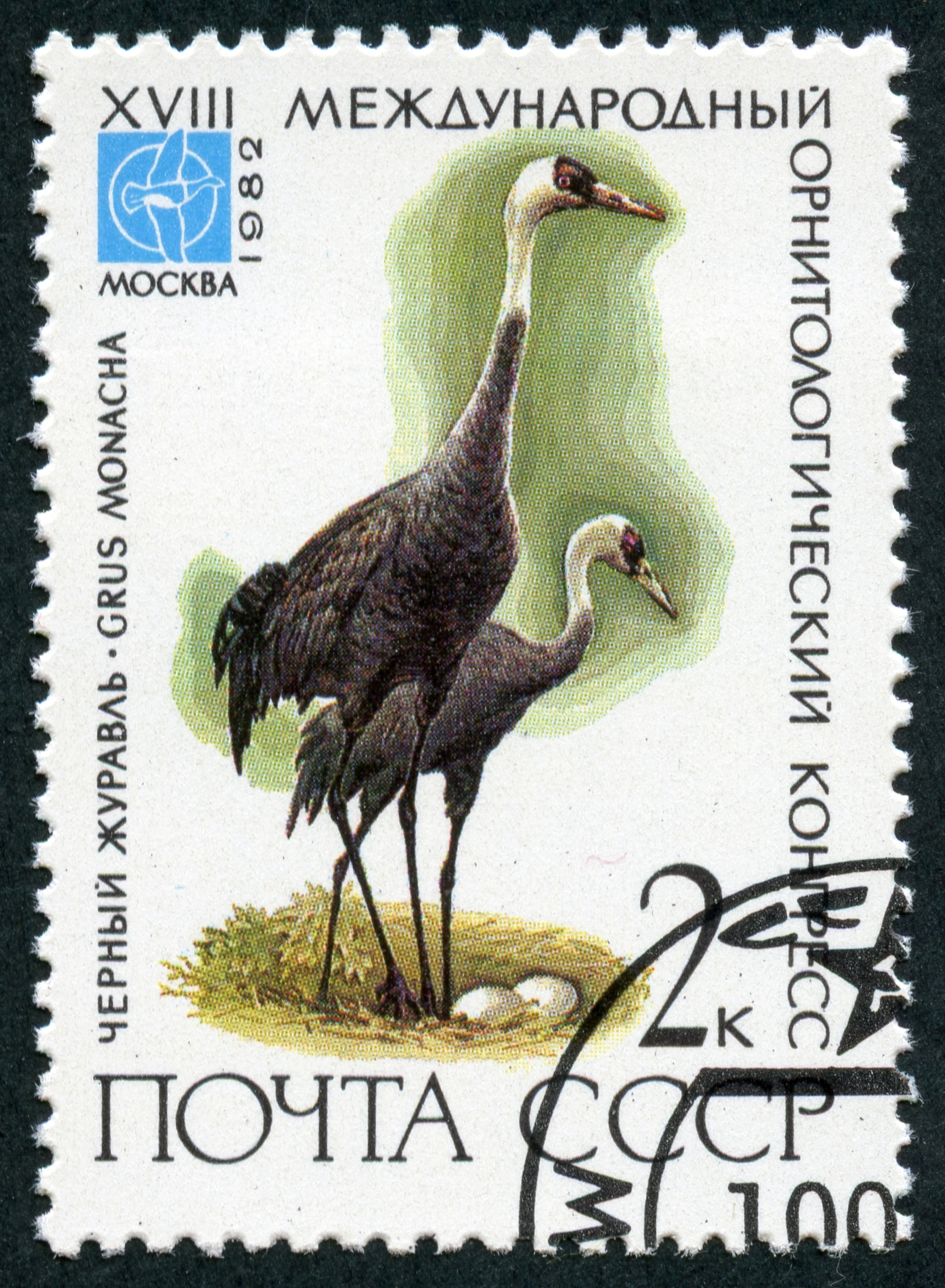
Чёрный журавль на почтовой марке СССР, 1982 год

Чёрный журавль включён в Международную Красную книгу, Красную книгу Российской Федерации и список CITES.